# La Resurrección de Jesús: una perspectiva judía
La Resurrección de Jesús: una perspectiva judía (en alemán, Auferstehung: Ein jüdisches Glaubenserlebnis) es un libro de 1977 escrito por el teólogo judío Pinchas Lapide. En el libro, Lapide señala que él acepta «la resurrección de Jesús no como una invención de la comunidad de los discípulos, sino como un acontecimiento histórico»; argumenta que una investigación profunda de las evidencias conducen irremediablemente a concluir a favor de la veracidad histórica de la resurrección. Lapide también critica a los autores y estudiosos que la rechazan. 

## Jesús de Nazaret
Lapide fue un teólogo judío que trabajó gran parte de su vida en el diálogo interreligioso entre judíos y cristianos. En su obra, el erudito del Nuevo Testamento comienza señalando: «Yo acepto la resurrección de Jesús no como una invención de la comunidad de los discípulos, sino como un acontecimiento histórico». En el desarrollo del tema, Lapide examina el Nuevo Testamento, criticando las hipótesis alternativas, principalmente la hipótesis de la visión (defendida por Gerd Lüdemann). Señaló:
[...] ninguna visión o alucinación es suficiente para explicar una transformación tan revolucionaria [en los discípulos]. Para una secta o escuela o una orden, tal vez una sola visión habría sido suficiente, pero no para una religión mundial que fue capaz de conquistar el Occidente gracias a la fe de la Pascua. [...] Si el grupo derrotado y deprimido de los discípulos durante la noche pudo cambiar en un movimiento victorioso de la fe, basado solamente en la autosugestión o el autoengaño, sin una fe fundamentada en la experiencia, entonces este sería un milagro mucho mayor que la resurrección misma.
Lapide realiza un análisis profundo del famoso credo pre-paulino de 1 Corintios 15, afirmando que «puede ser considerado como una declaración de testigos [presenciales]», destacando que contiene numerosas frases no-paulinas y un estilo distintivo hebreo de escritura.
Como sumario de su obra, Lapide concluye:
La experiencia de la resurrección como el acto fundacional de la iglesia que ha llevado la fe en el Dios de Israel a todo el mundo occidental debe pertenecer al plan de salvación de Dios. [...] Dado que esta cristianización se basa irrevocablemente en la resurrección de Jesús, la fe de la Pascua tiene que ser reconocida como parte de la Divina Providencia.